# 금란교회

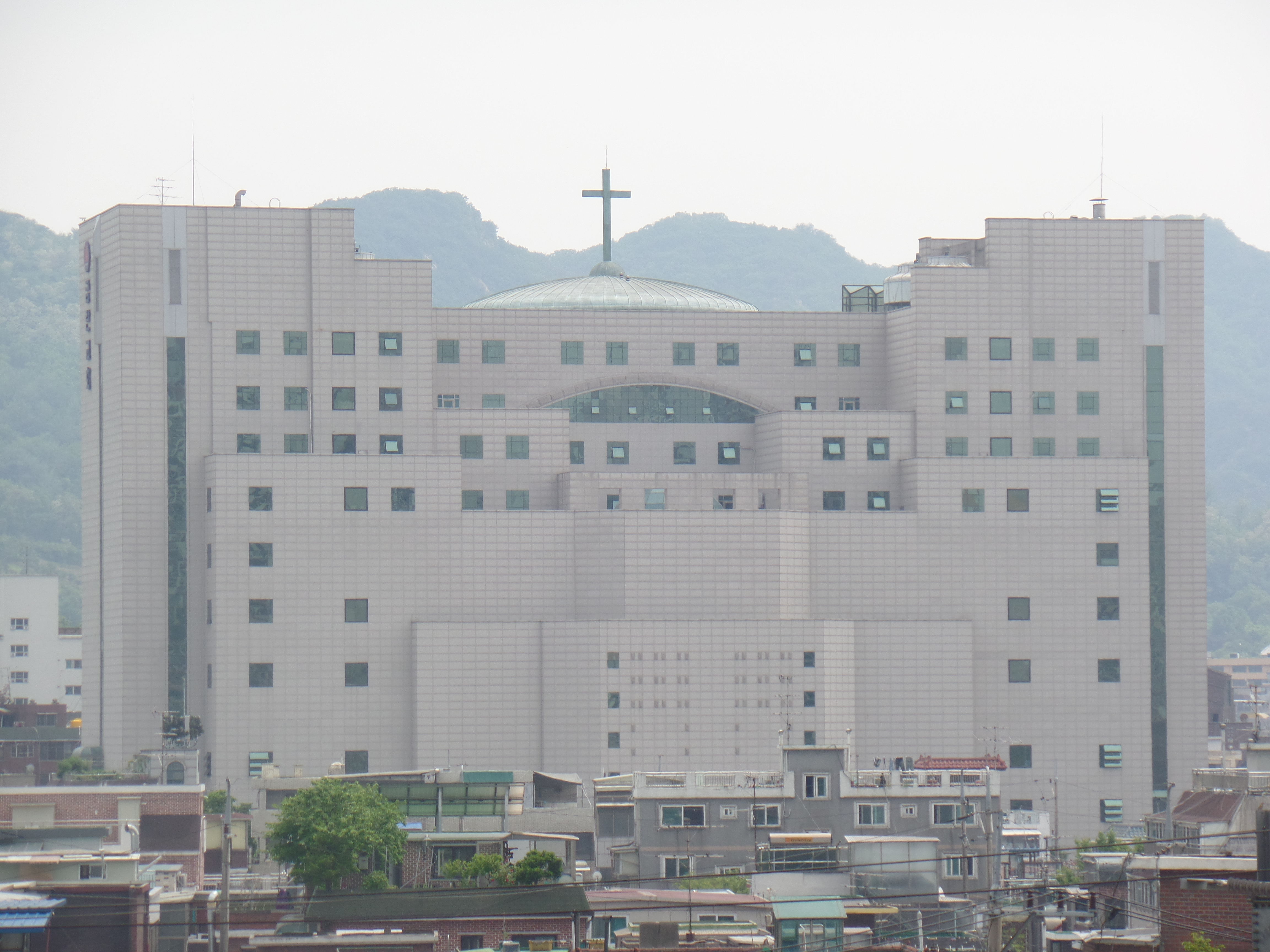
금란교회 뒷면

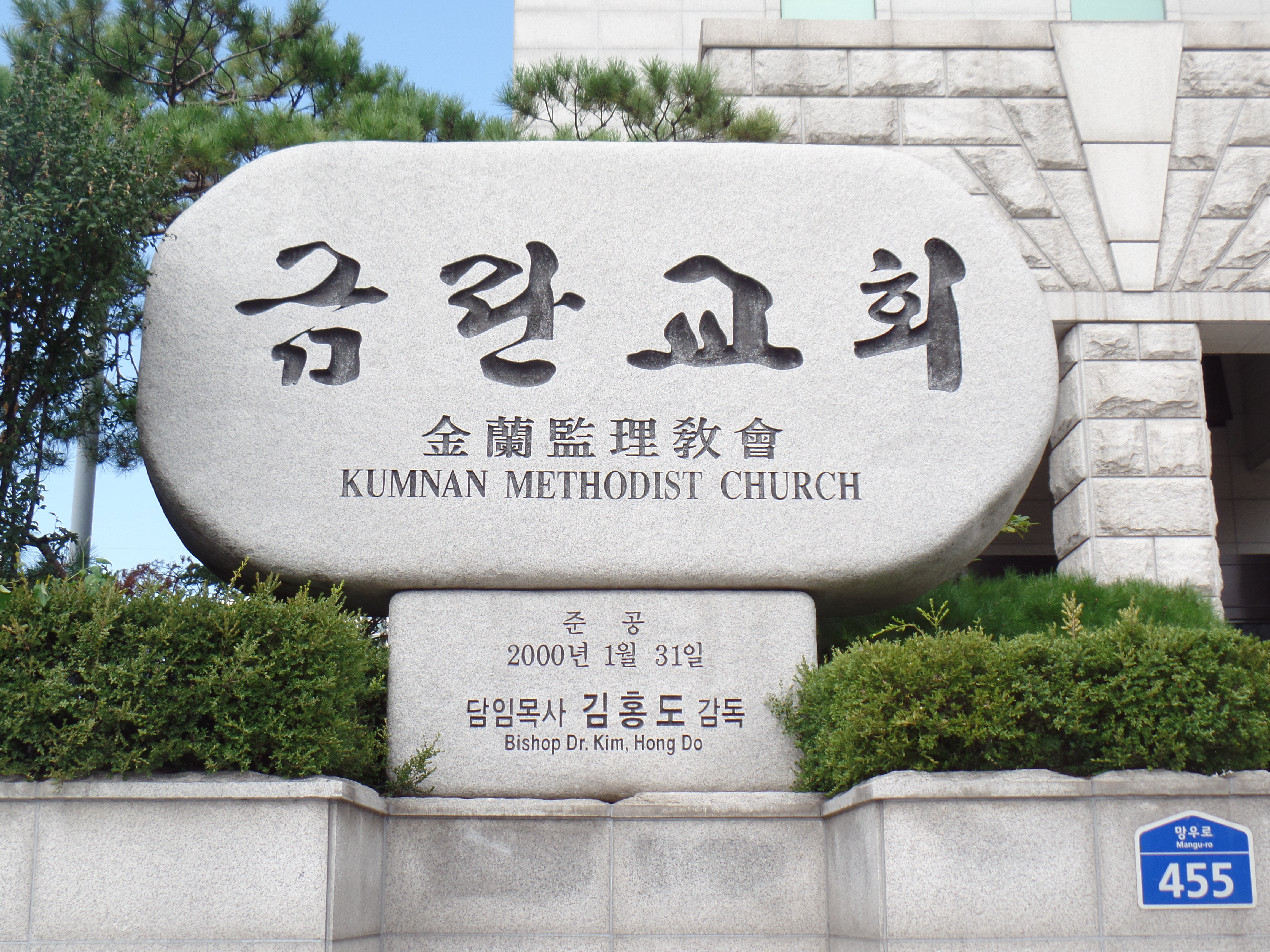
금란교회 표지석

금란교회(金蘭敎會)는 서울특별시 중랑구 망우로 455 (망우동)에 위치한 기독교대한감리회 소속의 개신교 교회다.

## 역사
1957년 7월 망우동(당시 경기도 양주군 구리면 망우리)에서 전도를 시작하여 복음의 씨를 뿌리기 시작했고, 이듬해 1958년 11월 경기도 양주군 구리면 망우리 금란동산에서 창립예배를 했다. 15평의 천막교회를 짓고 10여명이 모여 첫 예배를 했는데, 그것이 금란교회 시작이라 할 수 있다. 또한 교회명은 김활란(金活蘭) 박사의 이름 첫 자와 끝 자의 '金'과 '蘭'을 따서 금란교회(金蘭敎會)로 명명하였다.
1958년 초대 최중련 목사가 부임하였고, 1961년 5월 이화여대에서 기증한 부지 1,030평(망우리 203번지)위에 24평의 성전을 건축했다. 제2대는 유원우 목사, 제3대는 백승기 목사가 부임하였다. 그후 김홍도 목사가 1971년 3월 망우리 금란교회로 부임했고 그후로 교인수가 급속도로 늘어났다.

## 시설물
본당

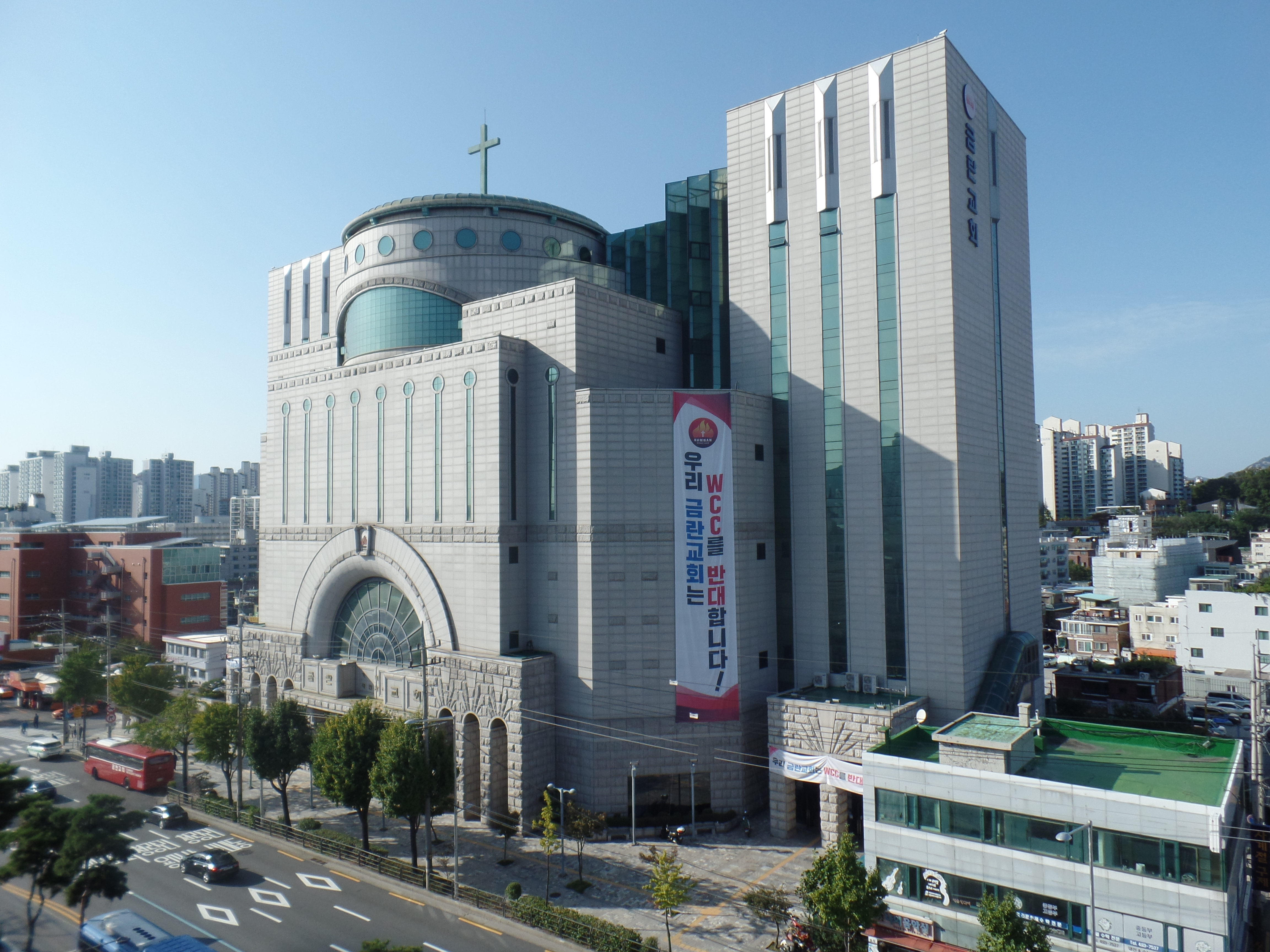
본당 전경
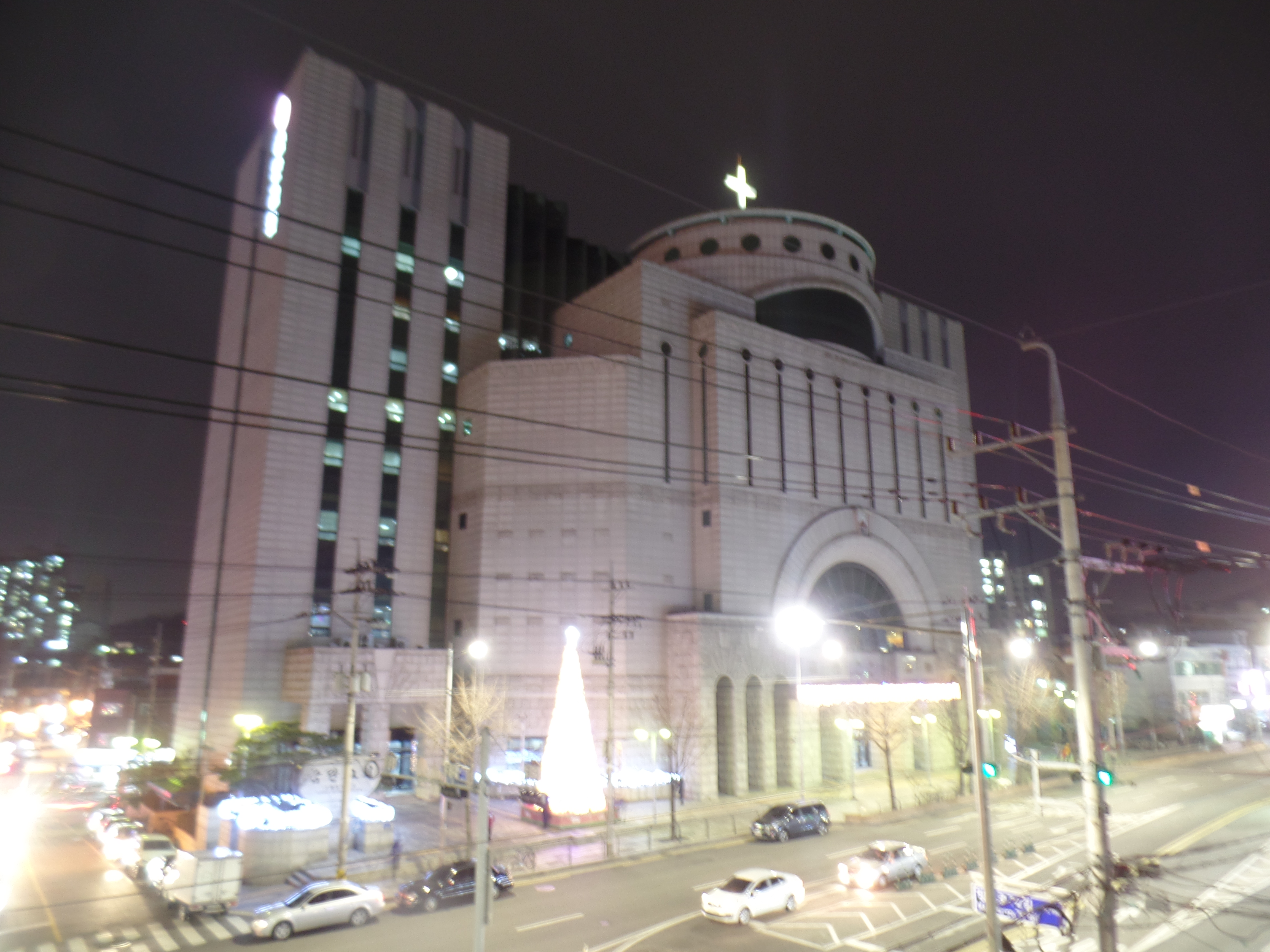
야경 전경
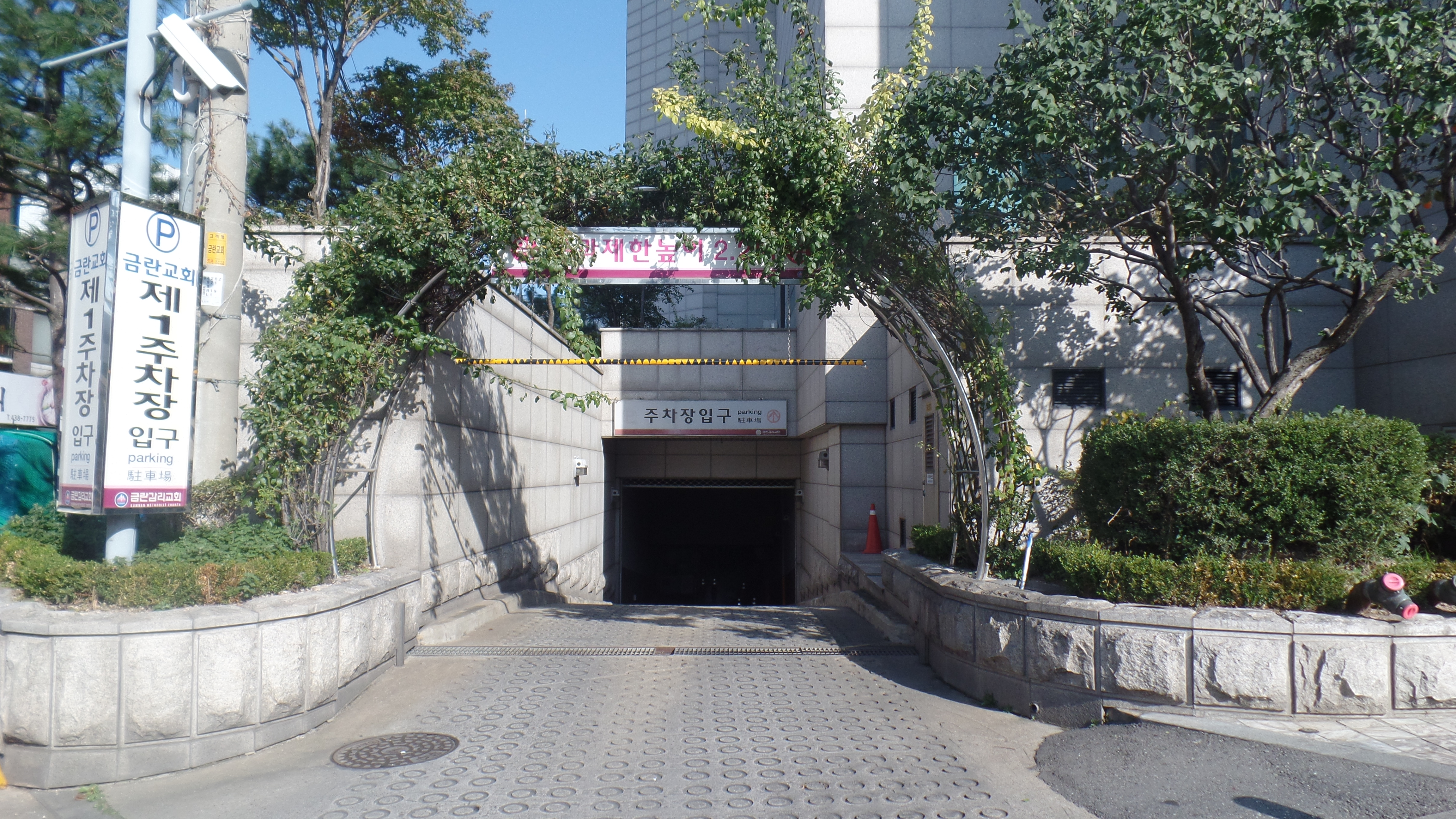
지하주차장 입구
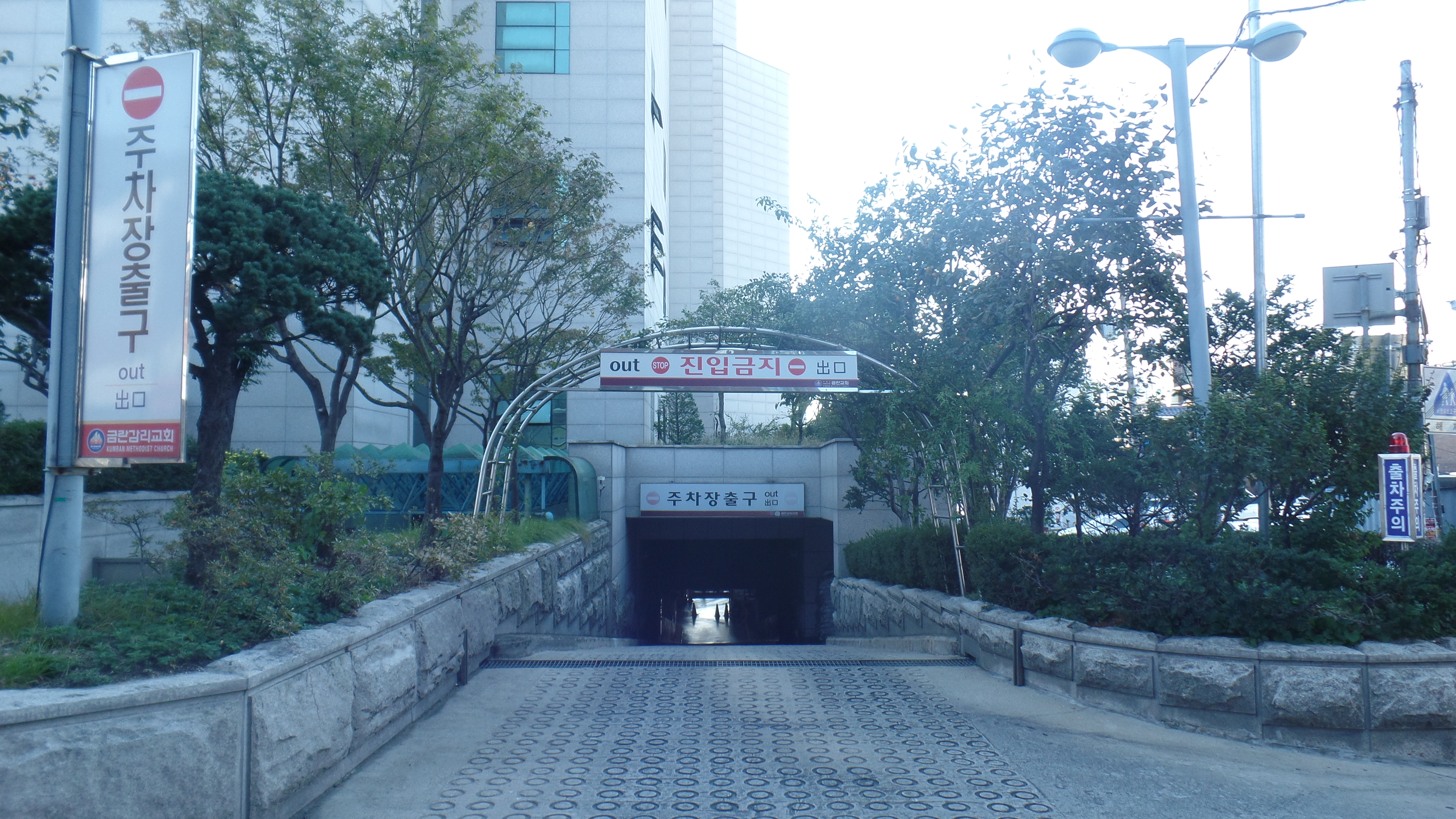
지하주차장 출구
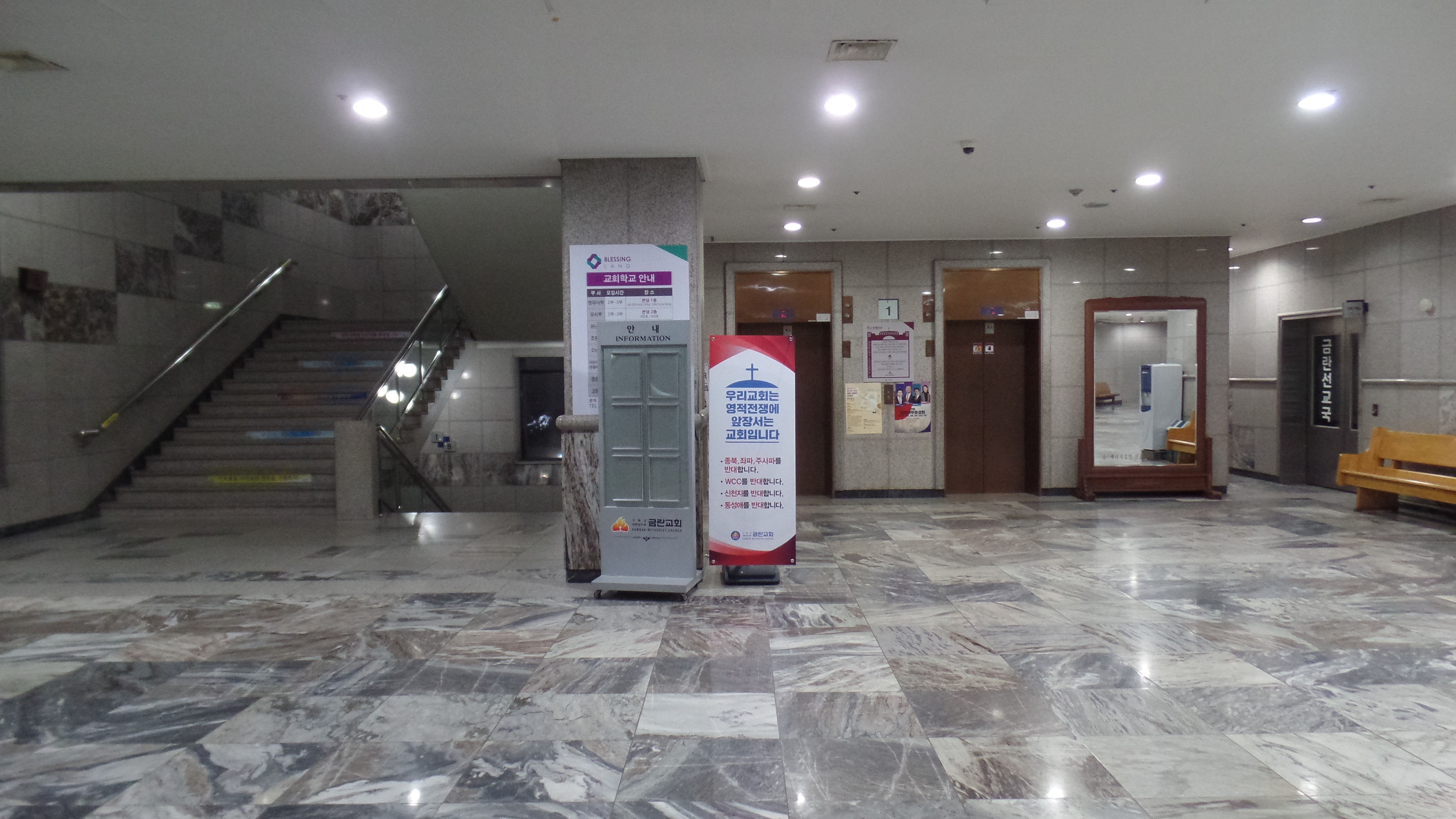
본관 로비(서편)
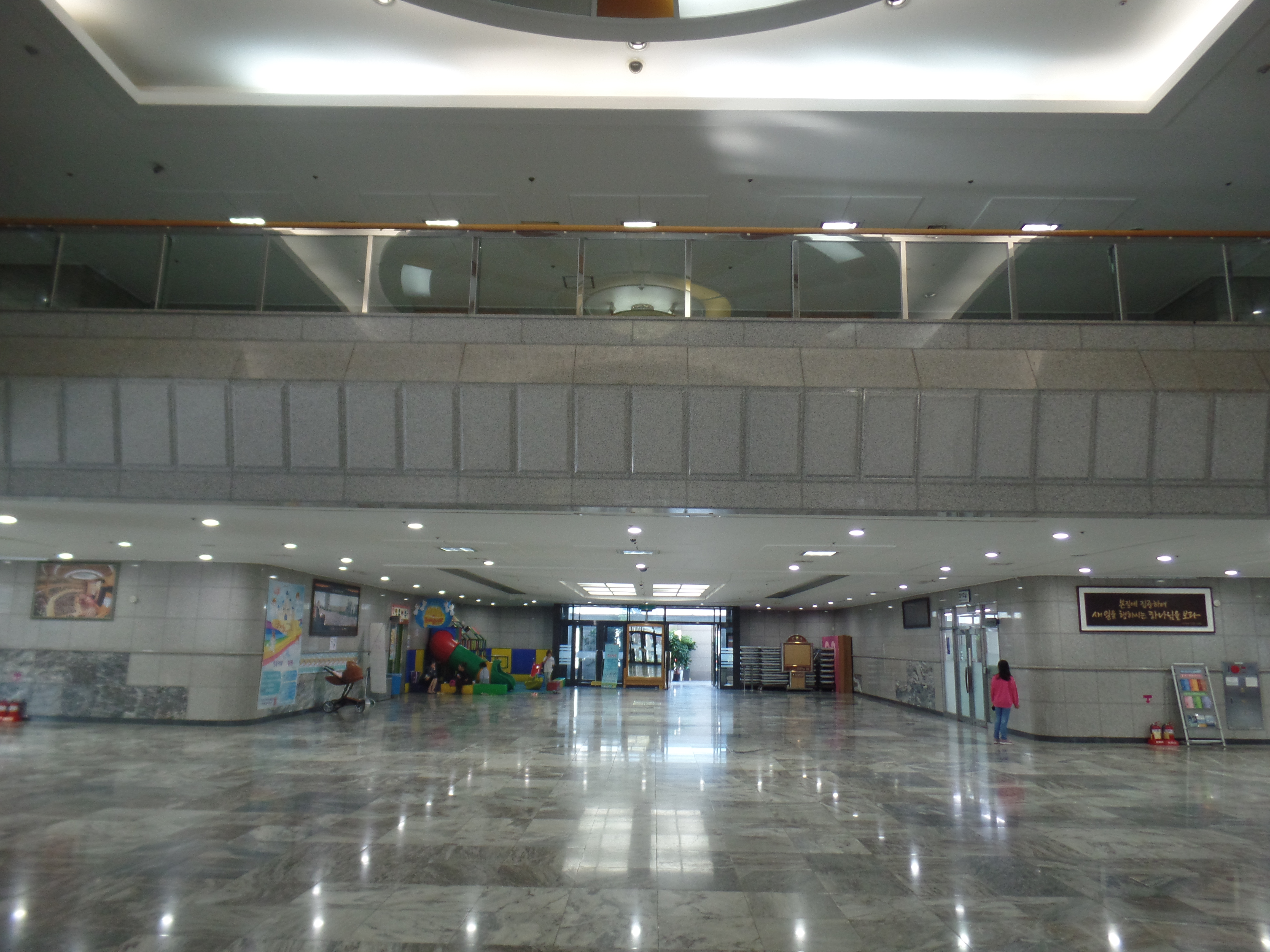
본관 로비(중앙)
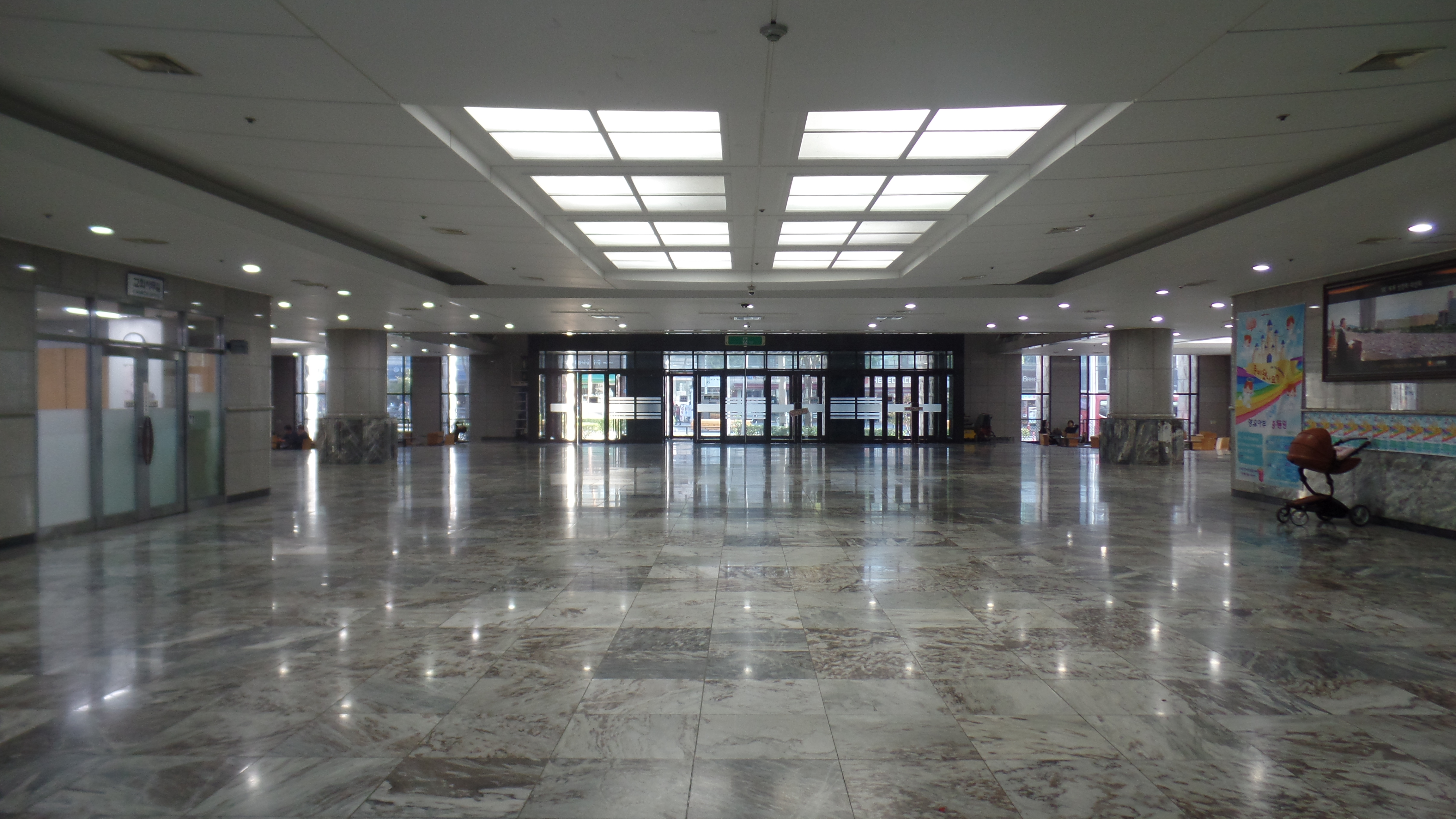
본관 로비(중앙)
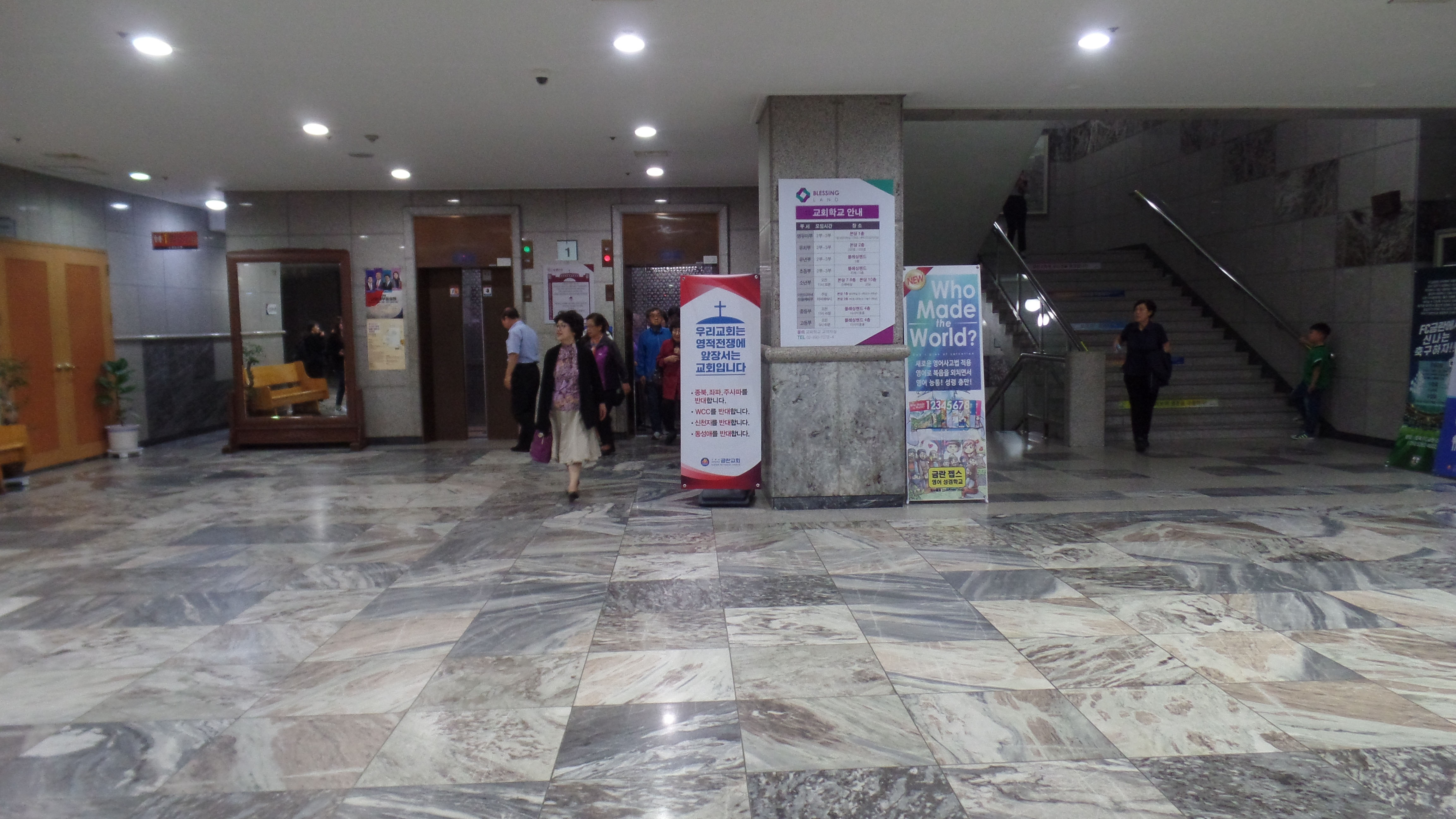
본관 로비(동편)
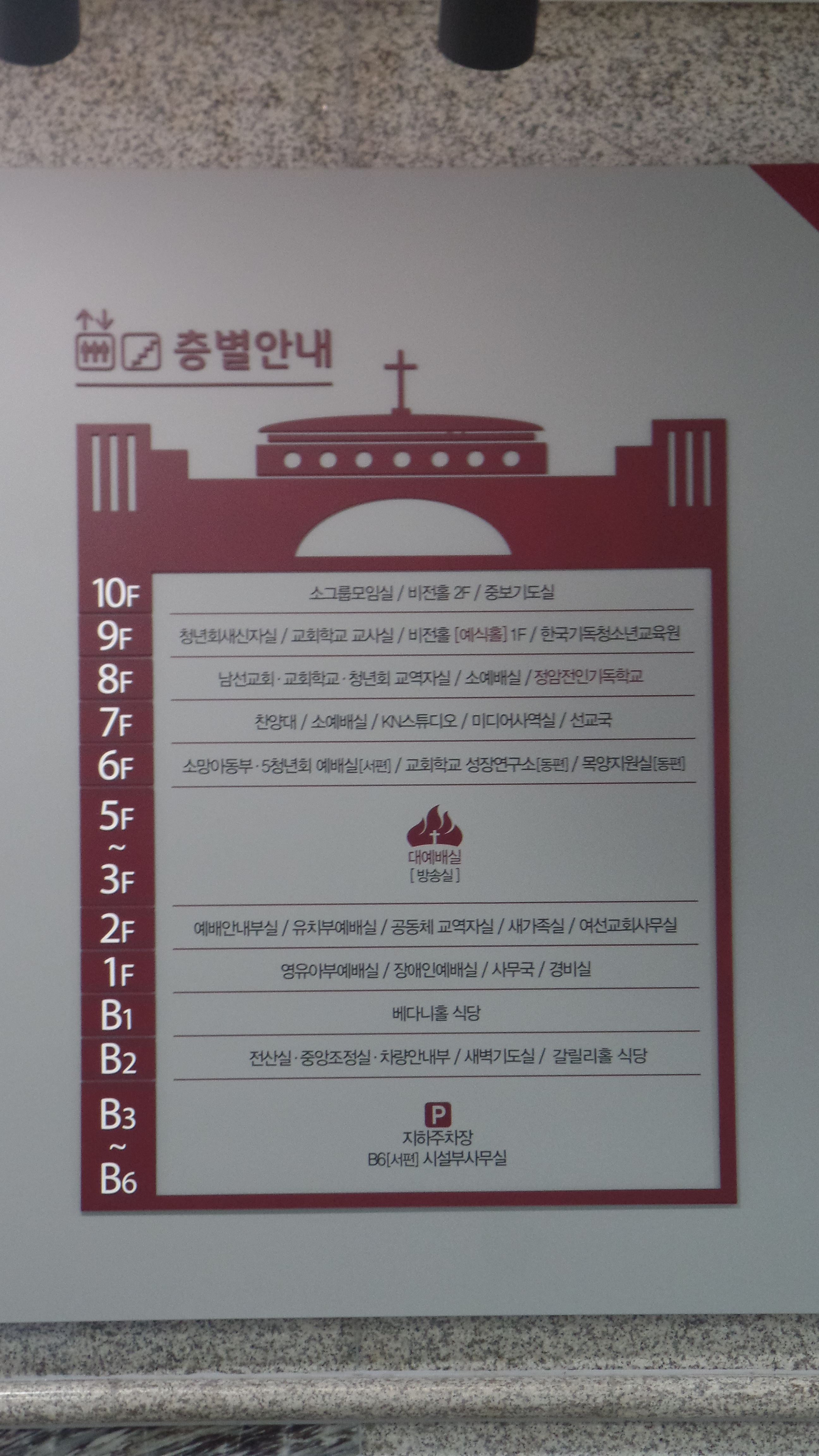
안내판
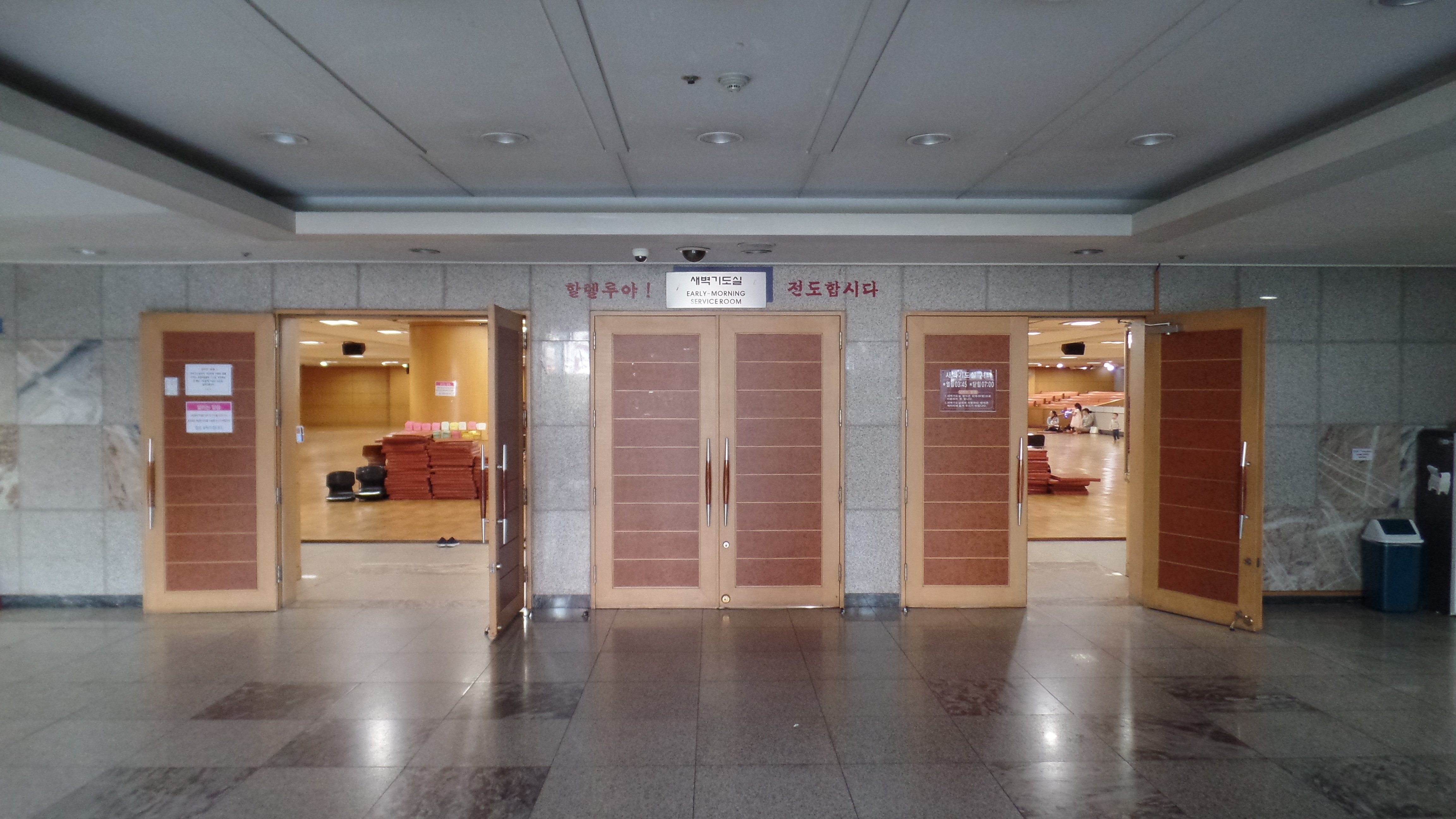
새벽기도실 출입문
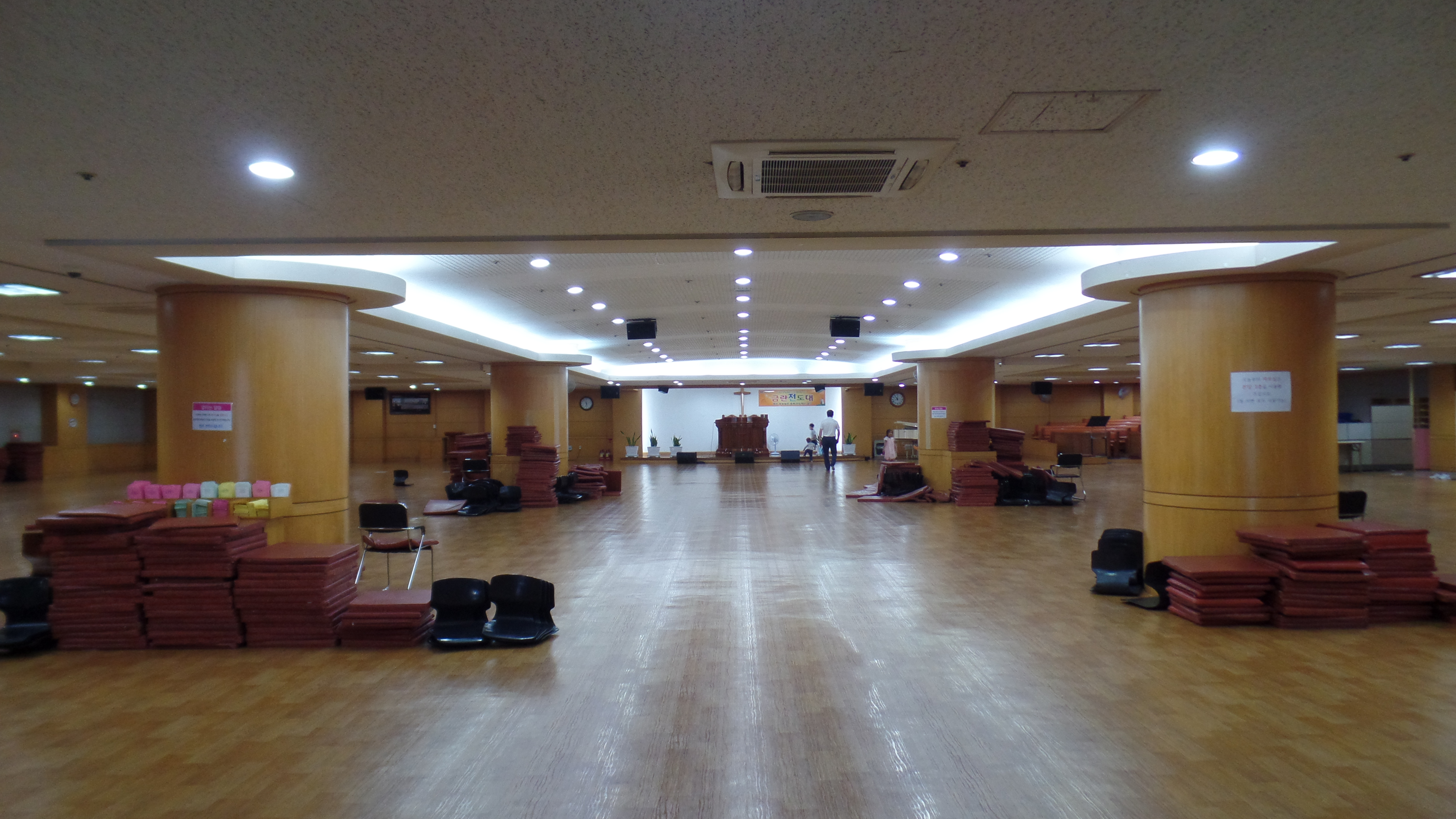
새벽기도실
대예배실
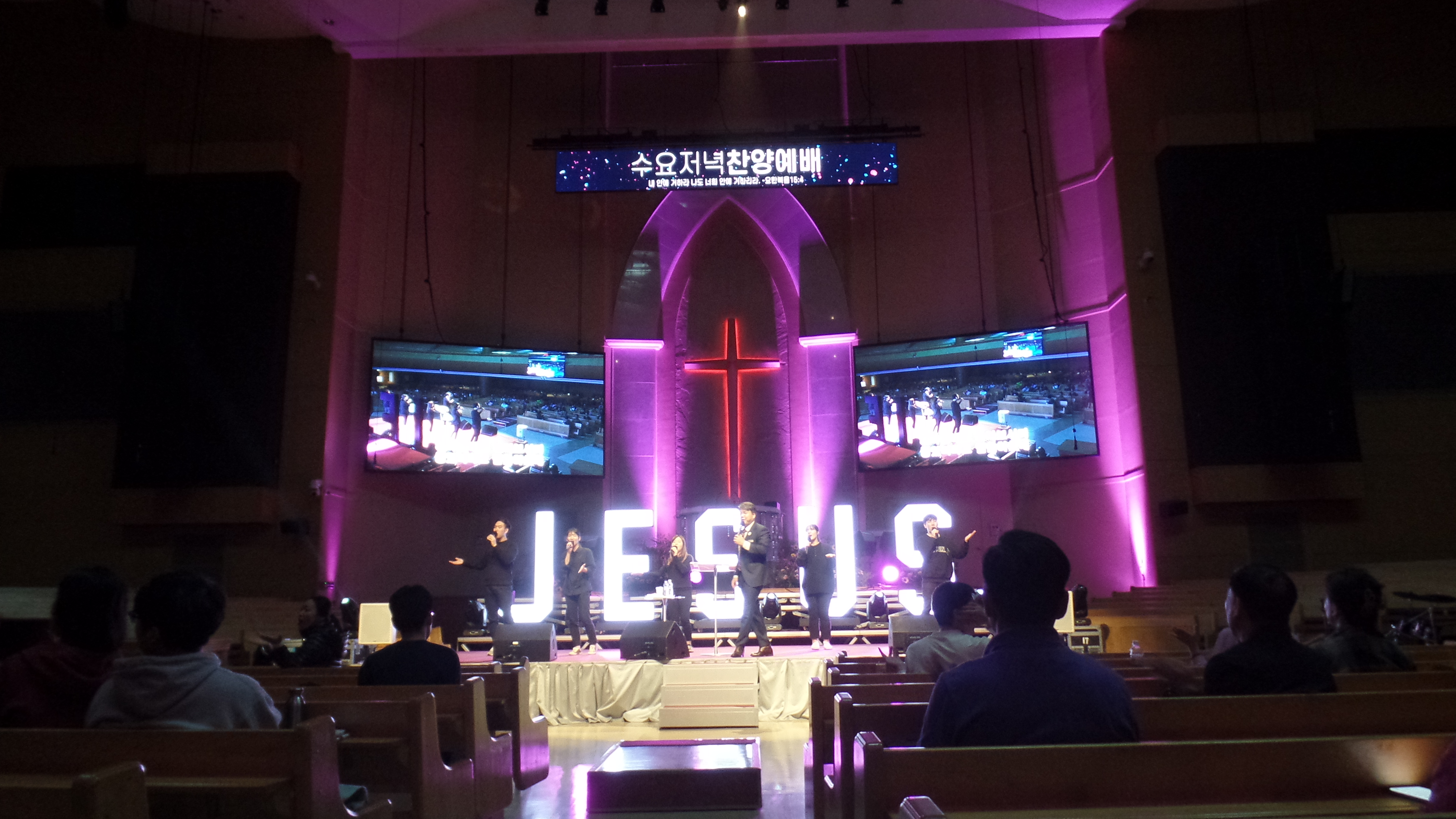
대예배실(수요저녁드림예배)
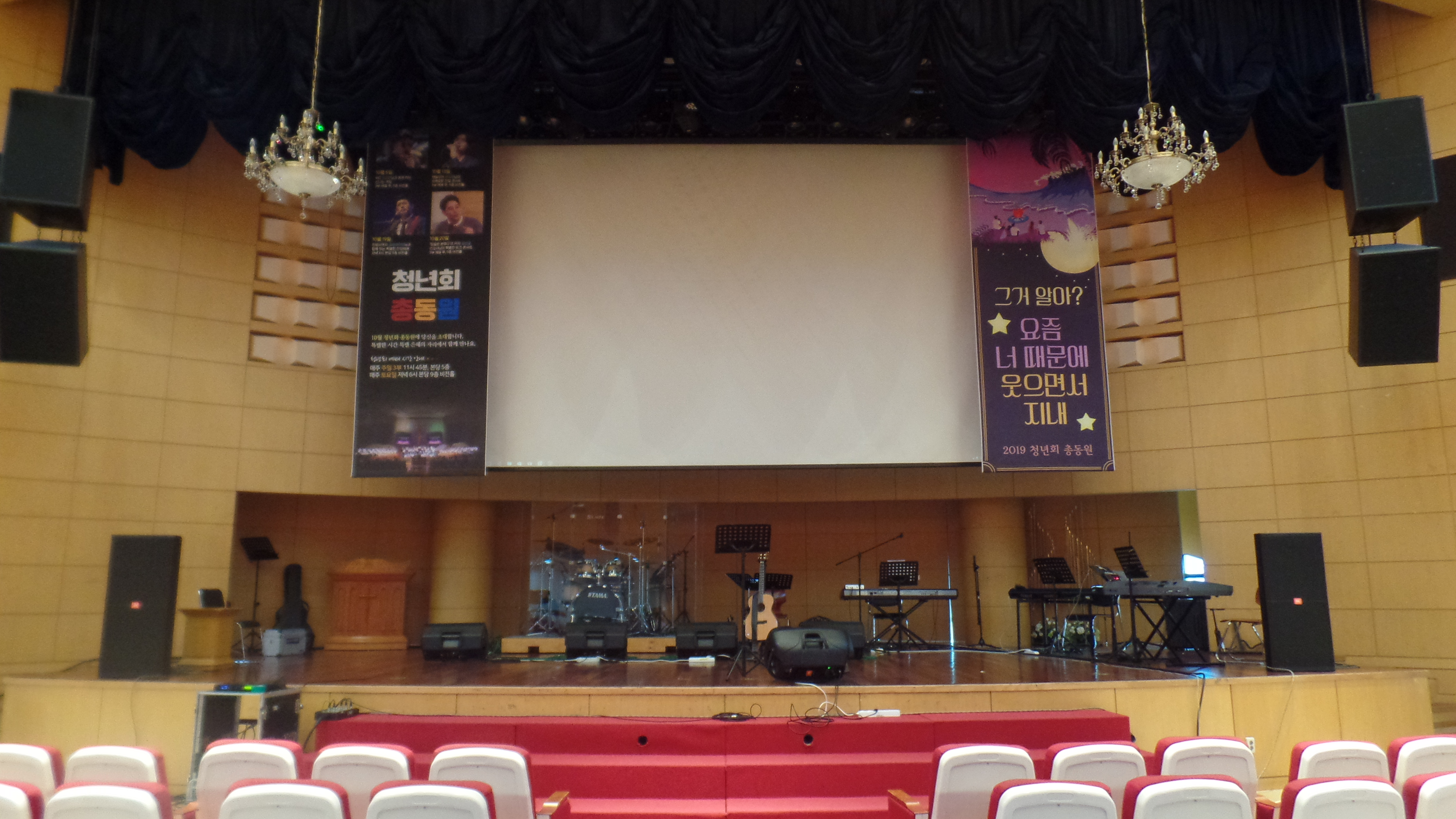
행사실(비전홀)

1995년 5월 착공, 2000년 1월 준공되었으며, 지하 6층, 지상 10층의 규모이다. 현 본당 이전의 본당 자리에는 1984년 8월에 완공된 본당 건물과 제1교육관이 있었다.
- 지하2층에는 새벽기도실, 식당이, 지상 3~5층에 약 7000석 규모의 대예배실을 가지고 있으며, 7~8층에 각각의 소예배실이 있다. 8층에는 부설 학교인 정암전인기독학교가 있다.
- 지하 1층, 9층에는 별도 예배 또는 행사 시설로 사용되는 행사실(베다니홀, 비전홀)이 있다.

블레싱랜드

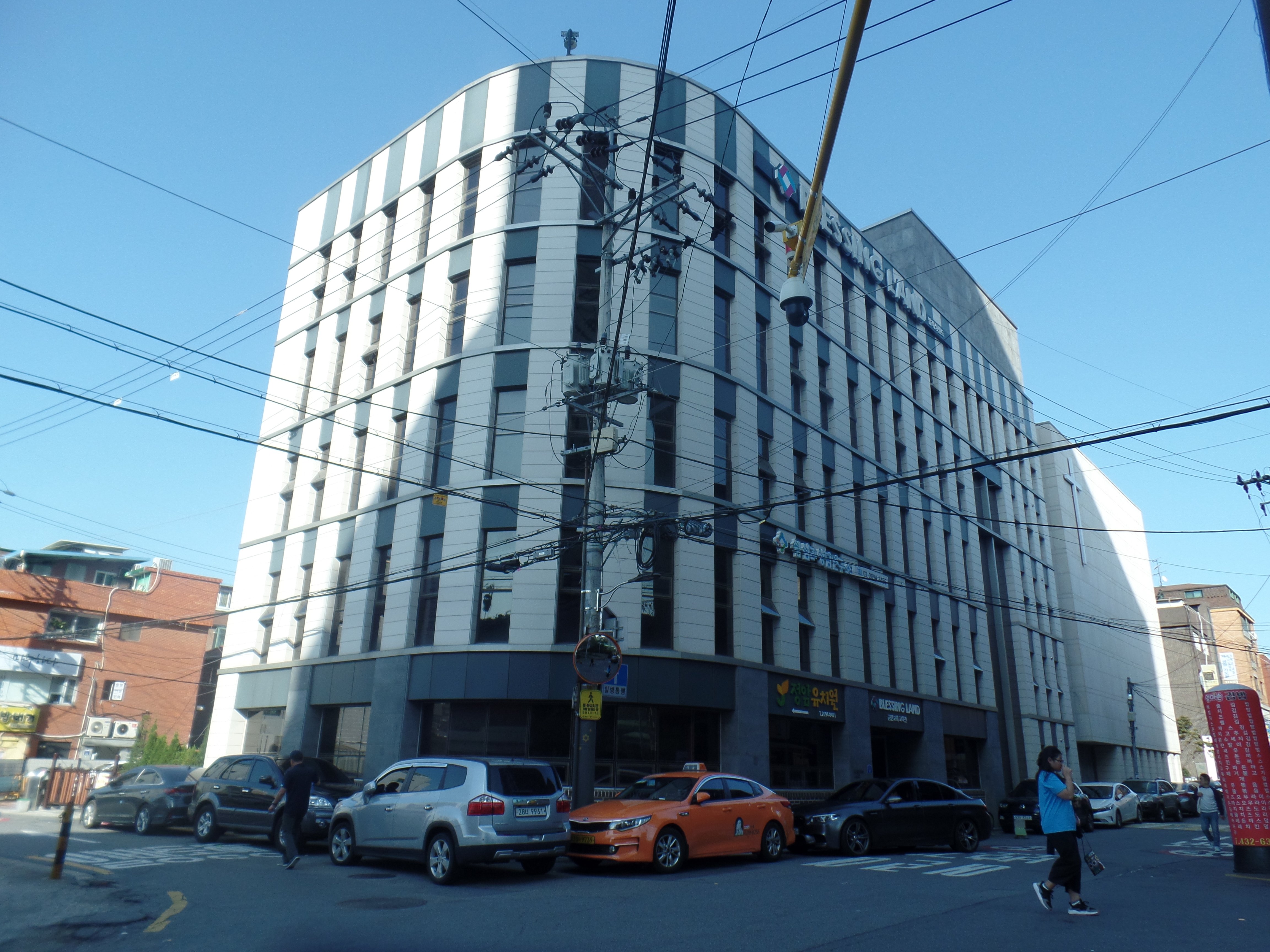
블레싱랜드
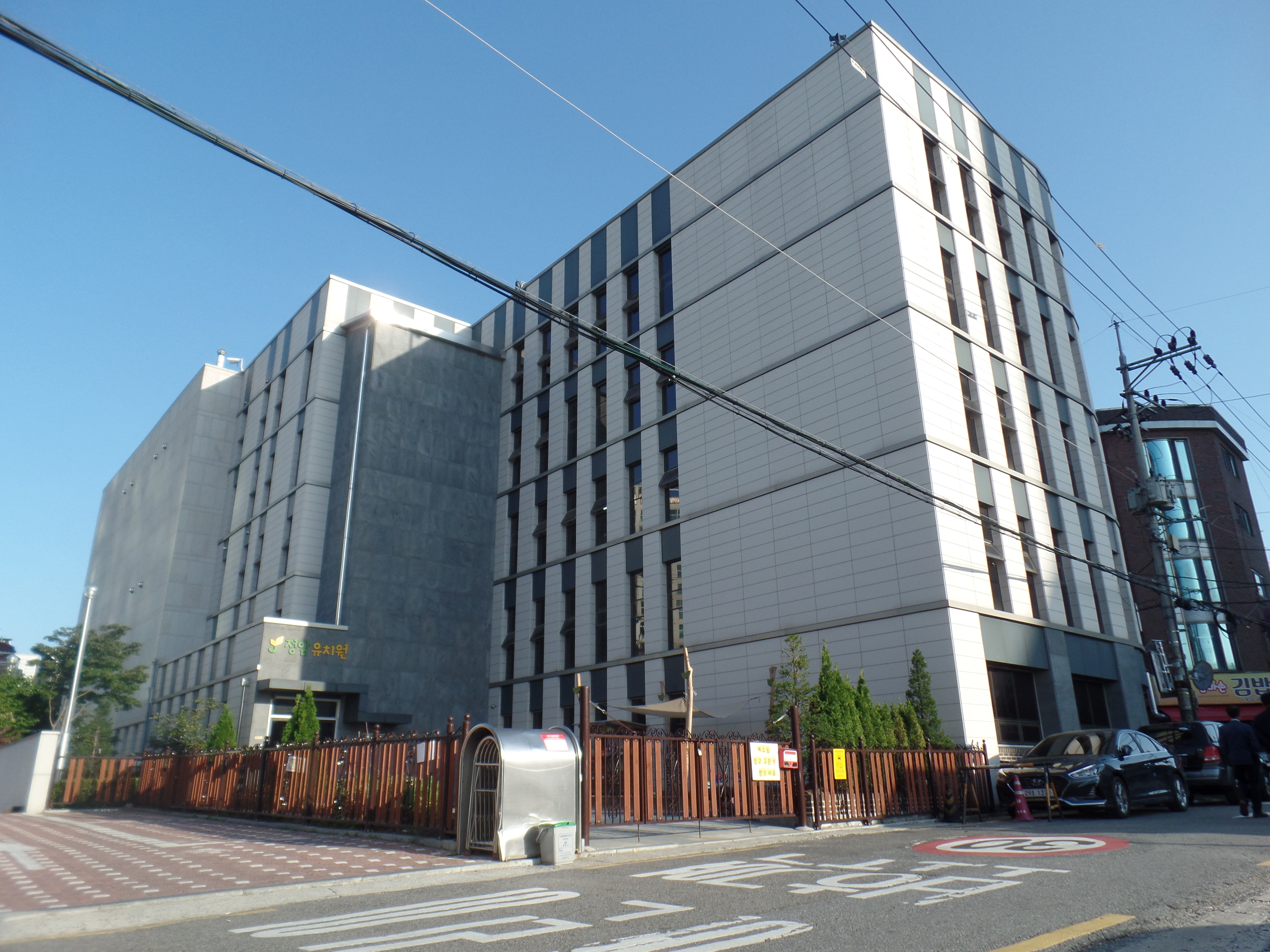
블레싱랜드
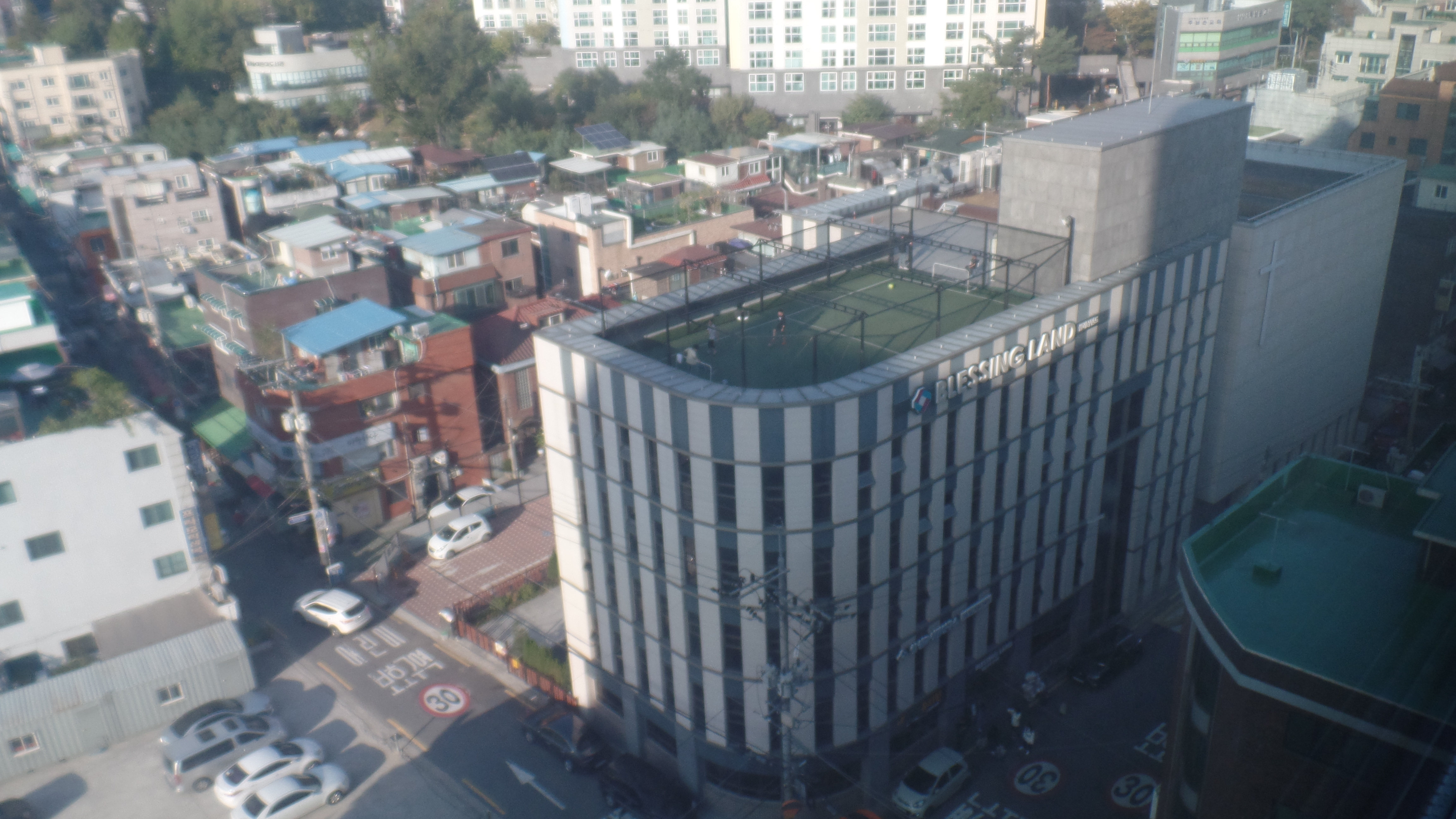
블레싱랜드
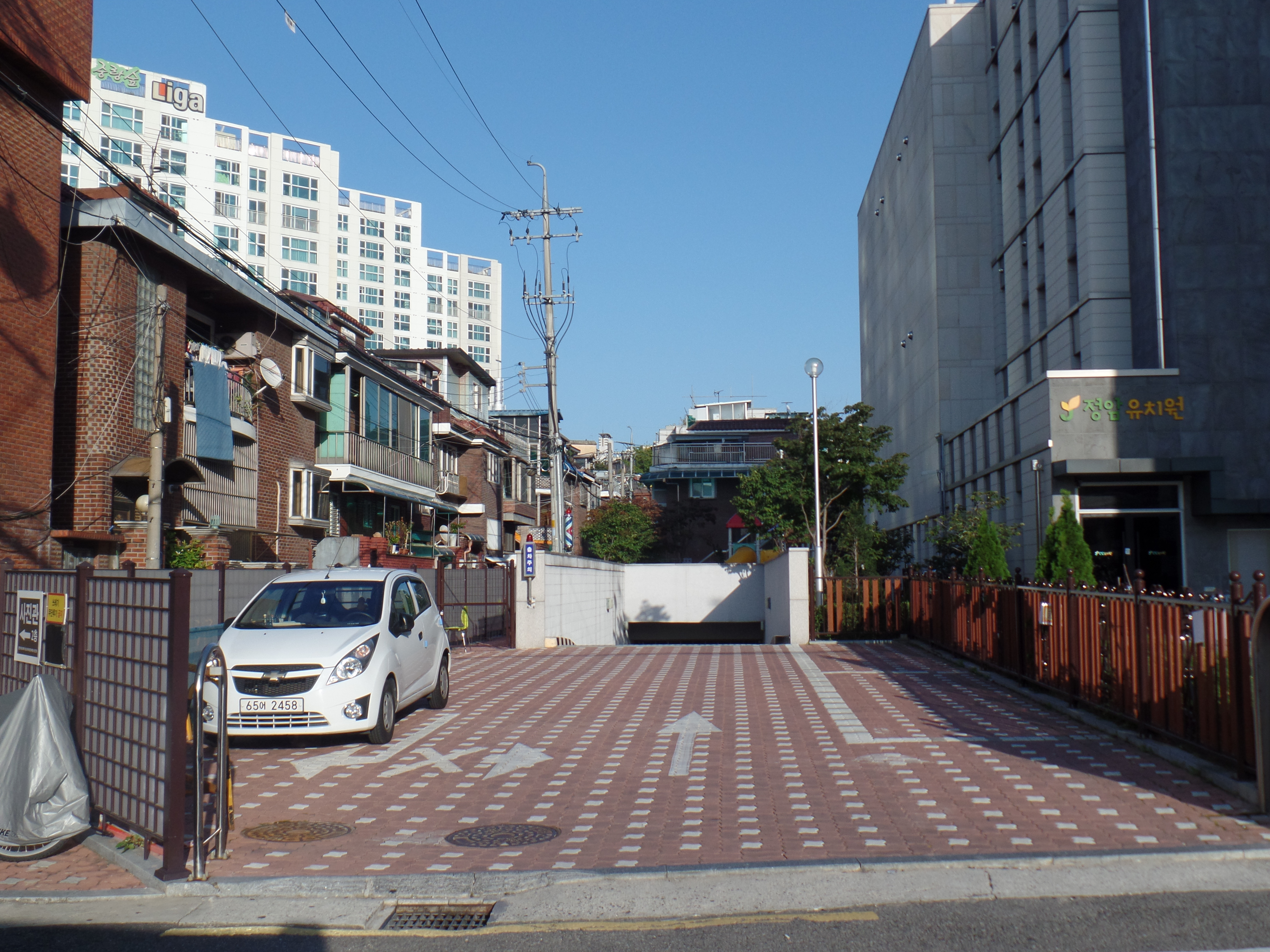
지하주차장 출입구
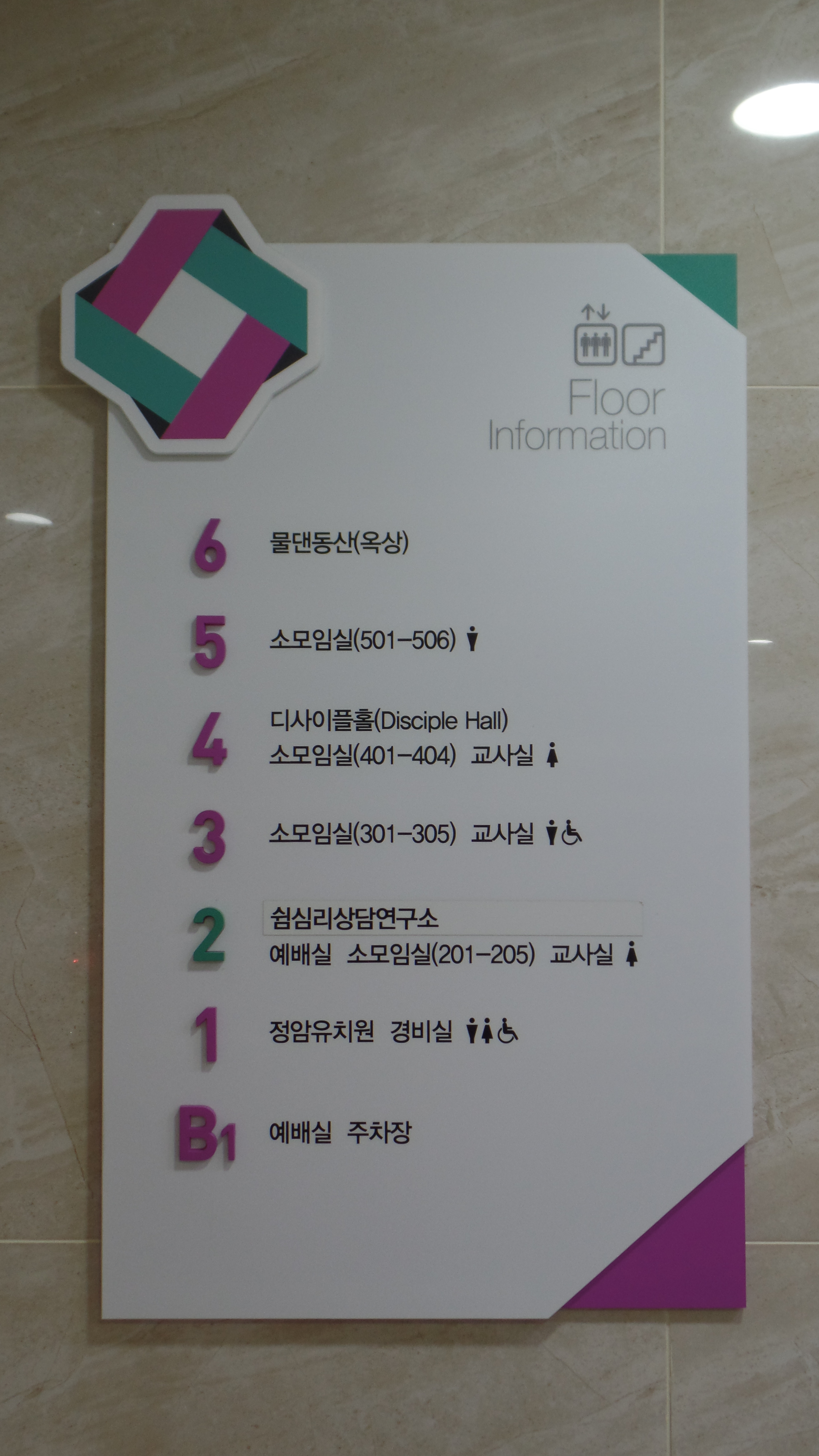
안내판

1990년 8월 착공되었으며, 1991년 9월 완공되었다. 착공 당시 금란교회 제2교육관이었으며, 2016년 리모델링되면서 현재의 명칭으로 개칭되었다. 리모델링 이전에는 각 부의 모임장소로만 사용되었다.
- 1층에는 부설 유치원이 있다. 부설 유치원은 2016년 리모델링 이후 부설되었다.
- 2층에는 각 부의 모임장소 외에도 부설 심리상담연구소가 있다. 부설 심리상담연구소는 2016년 리모델링 이후 부설되었다.
- 4층에는 각 부의 모임장소 외에도 별도 예배 또는 행사 시설로 사용되는 행사실(디사이플홀)이 있다. 행사실은 리모델링을 하면서 신설된 곳이다.

## 담임목사
| 대수  | 이름        | 임기            |
| ----- | ----------- | --------------- |
| 제1대 | 최중련 목사 | 1958년 ~ 1961년 |
| 제2대 | 유원우 목사 | 1961년 ~ 1967년 |
| 제3대 | 백승기 목사 | 1967년 ~ 1971년 |
| 제4대 | 김홍도 목사 | 1971년 ~ 2008년 |
| 제5대 | 김정민 목사 | 2008년 ~ 현재   |

## 같이 보기
- 김홍도 (목회자)
- 정암전인기독학교